# Obenberg
Obenberg ist eine Ortschaft und eine Katastralgemeinde der Marktgemeinde Ried in der Riedmark und eine Ortschaft der Marktgemeinde Schwertberg in Oberösterreich.
Der Ort liegt östlich von Ried und westlich von Schwertberg. Während sich jedoch in Ried eine Siedlung befindet, besteht die Ortschaft in Schwertberg nur aus dem kleinen Weiler Loitzenberg.

## Geschichte
Das früheste Schriftzeugnis ist von 1378 und lautet „in Uegenperg“. Der Name geht auf den alten Männernamen Uogo zurück. Im späten 15. Jh. wurde volksetymologisch zu Oben assimiliert (erstmals 1457 „Obenperg“).
Vom 15. bis 18. Jahrhundert befand sich dort das Schloss Obenberg.